# 三井小野組合銀行
三井小野組合銀行（みついおのくみあいぎんこう）は、国策に拠り、江戸時代から続く豪商「小野組」と「三井組」の出資で、井上馨、渋沢栄一らによって、1872年（明治5年）に設立された銀行。

## その後
後に三井組は独自に金融機関を設立し（三井銀行、現在の「三井住友銀行」など）たが、小野組は金融政策の急変で破産。これを機に銀行は三井・小野両組の手を離れ、独自路線を歩むことになった。

後身となる第一国立銀行は、国立銀行条例による民営の国立銀行で、1873年（明治6年）8月1日に営業を開始した、日本初の商業銀行。
1971年（昭和46年）、第一銀行は元国営だった日本勧業銀行と合併し第一勧業銀行となるも、2002年（平成14年）、やはり元国営の日本興業銀行、安田財閥発祥の富士銀行と合併して機構再編、現在の「みずほ銀行」となった。

## 小野組の系譜
小野組は、初代を近江商人の「小野善助」に発し、盛岡開府に伴い当時の南部藩領に到って、上方と奥州の流通を基盤に拡大、京・江戸・盛岡を拠点に一大財閥を築いた。